# TAKT
TAKT (für Textautoren- und Komponisten-Tagung) ist eine Künstlergruppe von Autoren und Komponisten, die nach ihrer Gründung 1947 maßgeblich an der Entstehung der Musikgattung Neues Geistliches Lied beteiligt war. Den Namen TAKT gab sich die Gruppe 1997.

## Geschichte
1946 erschien unter Federführung von Hermann Stern (Landeskirchenmusikwart in Stuttgart) das erste Heft der Reihe Unser Monatslied. Es erwies sich bald als sinnvoll, zur Fortführung dieser Publikation zu Komponistentagungen einzuladen. Unser Monatslied war eine evangelische Publikation, die sich jedoch von Anfang an als ökumenisch verstanden hat. 1950 wurde die Arbeitsgemeinschaft für evangelische Jugendmusik (1962 AG Musik in der evangelischen Jugend e. V., heute Bundesverband Kulturarbeit in der evangelischen Jugend e. V.) gegründet. Unter dem Dach und auf Einladung dieser Organisation trafen sich fortan Maler, Schriftsteller und Komponisten zu Werkstatttagungen im Eichenkreuzheim in Willingen (Sauerland). 
Ebenfalls 1947 entstand die katholische Werkgemeinschaft Lied und Musik mit dem gleichen Anliegen der Erneuerung des Kirchlichen Liedgutes und traf sich zu jährliche Tagungen. 
Im Geist der Ökumene entschlossen sich die AG Musik und die Werkgemeinschaft 1971, einmal im Jahr eine gemeinsame Werkstatttagung durchzuführen. Entscheidenden Einfluss hierauf hatten die beiden Vorsitzenden, der evangelische Diakon und Kirchenmusikdirektor Joachim Schwarz (AGM) und der katholische Priester Johannes Aengenvoort (Werkgemeinschaft). Die gemeinsamen Tagungen endeten nach dem Tod von Aengenvoort. An den nachfolgenden Tagungen, nun in alleiniger Regie der AG Musik, nahmen jedoch weiterhin Autoren und Komponisten aus beiden großen Kirchen und den Evangelischen Freikirchen in Deutschland teil. 

Textautoren und Komponistentagung auf dem Knivsberg (1988)

Von 1979 bis 1989 traf sich die Gruppe unter der Leitung von KMD Joachim Schwarz in der Bildungsstätte Jugendhof Knivsberg in Nordschleswig/Dänemark. Dies geschah nicht zuletzt, um so auch Autoren und Komponisten aus der damaligen DDR eine Teilnahme an den Tagungen zu ermöglichen. Diese bekamen für die Reise nach Dänemark leichter Reisegenehmigungen. Mit dem Fall der Mauer 1989 fiel dieser Zwang fort.
Die Gruppe traf sich wieder in Deutschland, seit dieser Zeit als selbständige Gruppierung ohne Trägerschaft durch eine kirchliche Organisation.
Viele von Mitgliedern der Gruppe TAKT geschaffene Lieder haben Eingang in Liederbücher der christlichen Kirchen gefunden, nicht zuletzt in das 1975 herausgegebene Gesangbuch Gotteslob der Römisch-katholischen Kirche und in das zwischen 1993 und 1996 von den Gliedkirchen der Evangelischen Kirche in Deutschland (EKD) herausgegebene neue Evangelische Gesangbuch. Auch in freikirchlichen Gesangbüchern wie dem der Evangelisch-methodistischen Kirche (EmK) haben die Mitglieder der Gruppe in der Sparte Neues Geistliches Lied deutliche Spuren hinterlassen. Prüfstein für viele Lieder waren Evangelische Kirchentage (DEKT) und Katholikentage, in deren Liederheften ein großer Teil des geschaffenen Liedgutes Aufnahme fand und so den „Härtetest“ für die spätere Nutzung in den Gemeinden absolvierte. Eine eigene Auswahl hat die Gruppe zum Kirchentag in Köln 2007 herausgegeben. Das Liederbuch Singen, um gehört zu werden ist im Strube-Verlag erschienen und umfasst 119 TAKT-Lieder aus drei Jahrzehnten.

## Lieder
Zu den bekanntesten Neuen Geistlichen Liedern von TAKT-Autoren gehören Titel wie
- Ausgang und Eingang (Kanon von Joachim Schwarz)
- Brich mit dem Hungrigen dein Brot (Text: Friedrich Karl Barth; Musik: Peter Janssens), EG 420
- Singet dem Herrn ein neues Lied (Musik: Rolf Schweizer)
- Du hast uns, Herr, gerufen (Kurt Rommel), EG 168
- Auf Erden Gast sein (Text: Arnim Juhre; Musik: Oskar Gottlieb Blarr)
- Wer bringt dem Menschen, der blind ist, das Licht (Text: Hans-Jürgen Netz; Musik: Oskar Gottlieb Blarr)
- Der Himmel geht über allen auf (Text: Wilhelm Willms; Musik: Peter Janssens)
- Wenn das rote Meer grüne Welle hat (Text: Wilhelm Willms; Musik: Peter Janssens)
- Gott gab uns Atem, damit wir leben (Text: Eckart Bücken; Musik: Fritz Baltruweit)
- Kreuz auf das ich schaue (Text: Eckart Bücken); Musik: Lothar Graap
- Komm Herr, segne uns (Text und Musik: Dieter Trautwein)
- Ein Lied hat die Freude sich ausgedacht (Text: Hartmut Handt; Musik: Nis-Edwin List-Petersen)
- Freunde, dass der Mandelzweig wieder blüht und treibt (Text: Schalom Ben-Chorin; Musik: Fritz Baltruweit)

## Mitglieder
Zu den Mitgliedern der Gruppe TAKT gehörten und gehören u. a.:

### Textautoren
- Christa Atten
- Friedrich Karl Barth
- Monika Bohge
- Eckart Bücken
- Susanne Brandt
- Katharina Coblenz-Arfken
- Wolfgang Fietkau
- Frank Fockele
- Dieter Frettlöh
- Ute Grunow
- Hartmut Handt
- Arnim Juhre
- Regina Kielpinski-Margenfeld
- Joachim Kleindt
- Siegfried Macht
- Klaus-Uwe Nommensen
- Ute Passarge
- Kurt Rose
- Kurt Rommel
- Gertrud-Marianne Schendel
- Ilona Schmitz-Jeromin
- Matthias Schubert
- Otmar Schulz
- Sabine Simon
- Peter Spangenberg
- Dieter Trautwein
- Franz-Josef Tremer
- Gerhard Valentin
- Albert Wieblitz
- Rudolf Otto Wiemer
- Wilhelm Willms
- Lothar Veit
- Hildegard Wohlgemuth
- Stefan Wolfschütz

### Komponisten
- Ernst Arfken
- Fritz Baltruweit
- Herbert Beuerle
- Elke Braun
- Oskar Gottlieb Blarr
- Ludger Edelkötter
- Christian Gosch
- Lothar Graap
- Martin Heider
- Winfried Heurich
- Rainer Ihrens
- Peter Janssens
- Detlev Jöcker
- Wilhelm Keller
- Holger Kiesé
- Felicitas Kukuck
- Christoph Kühne
- Andreas Lettau
- Nis-Edwin List-Petersen
- Christian Lühder
- Maria Monninger
- Danny Sebastian Neumann
- Christoph Noetzel
- Carl Walter Petersen
- Hartmut Reußwig
- Paul Ernst Ruppel
- Manfred Schlenker
- Klaus Schöbel
- Joachim Schwarz
- Rolf Schweizer
- Horst Soenke
- Franz-Josef Tremer
- Wolfhard Düver
- Erna Woll
- Stephan Zebe
- Carsten Zündorf